# Shingo La
Shingo La är ett bergspass i Indien.   Det ligger i unionsterritoriet Jammu och Kashmir, i den norra delen av landet, 500 km norr om huvudstaden New Delhi. Shingo La ligger 5 131 meter över havet.
Terrängen runt Shingo La är bergig söderut, men norrut är den kuperad. Runt Shingo La är det mycket glesbefolkat, med 3 invånare per kvadratkilometer. Det finns inga samhällen i närheten. Trakten runt Shingo La är permanent täckt av is och snö.